# 芦別ダム (北海道電力)
芦別ダム（あしべつダム）は、北海道芦別市（空知総合振興局）、一級河川・石狩川水系空知川に建設されたダムである。
北海道電力が管理する発電用ダムで、堤高16.5メートルの重力式コンクリートダム。